# Łosice

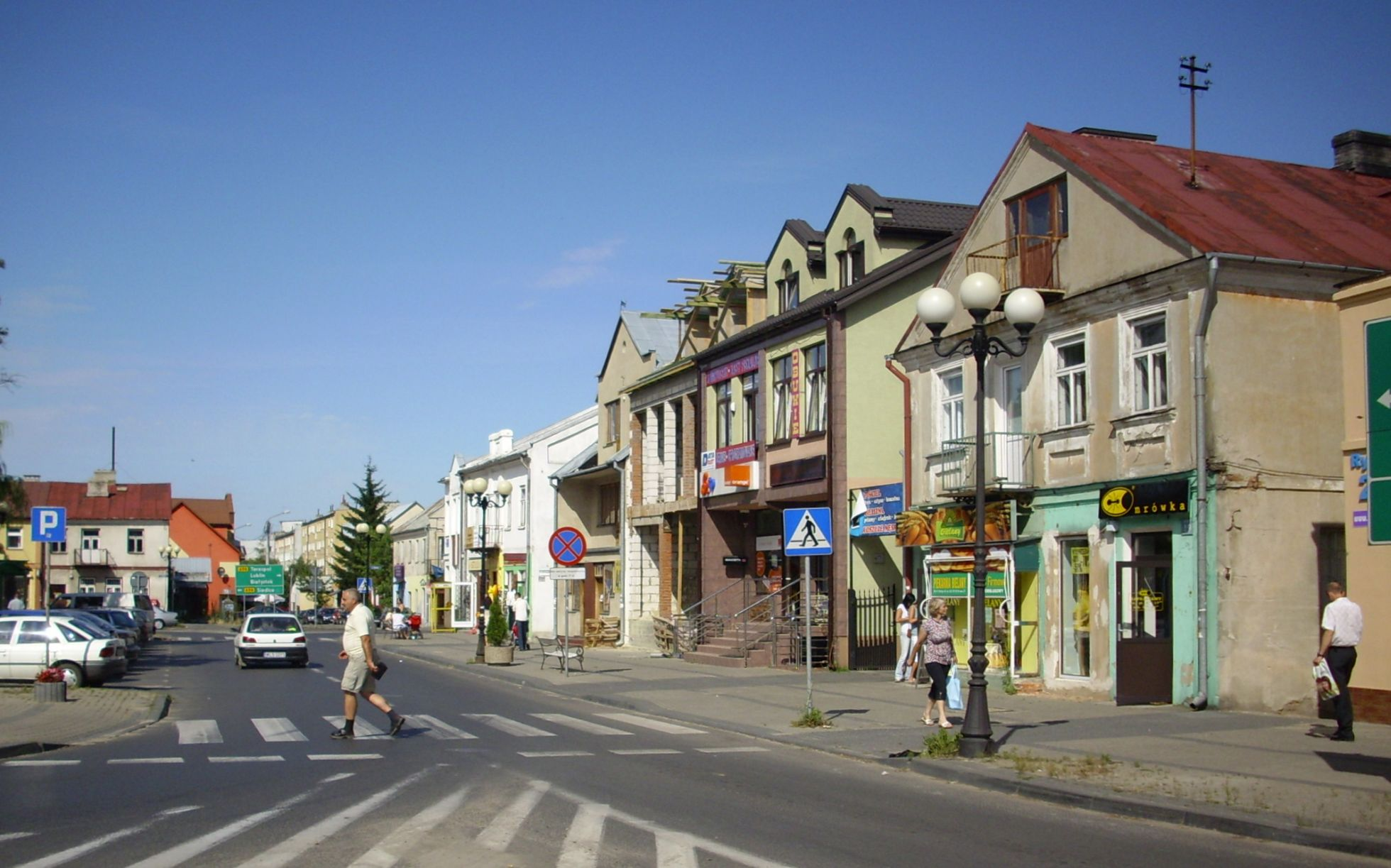
Hauptplatz in Łosice

Łosice (polessisch Лoсічы, Łósiczy) ist eine Kleinstadt im Powiat Łosicki der Woiwodschaft Masowien in Polen. Sie ist Sitz des Powiats und der gleichnamigen Stadt-und-Land-Gemeinde mit 10.739 Einwohnern (Stand 31. Dezember 2020).
Von 1975 bis 1998 war sie Teil der Woiwodschaft Biała Podlaska.

## Gemeinde
Zur Stadt-und-Land-Gemeinde (gmina miejsko-wiejska) Łosice gehören die Stadt selbst und 21 Dörfer mit Schulzenämtern.

## Sehenswürdigkeiten
- Neugotische Kirche St. Zygmunt, erbaut zwischen 1906 und 1909
- Ehemaliges Kloster, heute wiederaufgebaut als Krankenhaus
- Neugotische Friedhofskapelle St. Stanisław, erbaut 1845
- Barocke Straßenrand Statue, errichtet 1775
- Erinnerungsmonument an die Kinder von Zamojszczyzna, die in Łosice beim Überfall der Nazi-Deutschen Truppen 1943 gestorben sind
- Pfarrkirche in Niemojki, erbaut 1783

## Söhne und Töchter
- David Gewirtzman (1928–2012), Überlebender und Zeitzeuge des Holocaust
- Oscar Pinkus (* 1927), Überlebender des Holocaust, Maschinenbauingenieur, Forschender auf dem Gebiet der Tribologie, Autor[1]